# هيثر أرمسترونغ
هيثر أرمسترونغ (بالإنجليزية: Heather B. Armstrong)‏ هي كاتِبة أمريكية، ولدت في 19 يوليو 1975.

## وصلات خارجية
- الموقع الرسمي